# ماوک (جورجیا)
ماوک (به انگلیسی: Mauk) یک منطقهٔ مسکونی در ایالات متحده آمریکا است که در شهرستان تیلور، جورجیا واقع شده‌است. ماوک ۲۳۸٫۰۵ متر بالاتر از سطح دریا واقع شده‌است.